# Extended SMTP
Розширений SMTP (англ. Extended SMTP, інколи розшифровується як покращений англ. Enhanced SMTP), являє собою визначення розширень протоколу SMTP. Формат розширення був визначений RFC 1869  у 1995 році . RFC 1869  встановив структуру для всіх існуючих та майбутніх розширень, що забезпечує отримання  узгоджених та керованих сутностей  якими ESMTP клієнти та сервери  можуть бути ідентифіковані та ESMTP сервери можуть повідомляти про підтримувані розширення. Був визнаний застарілим RFC 2821 у квітні 2001 року. В 2008 році додано документ RFC 5321  з доповненнями 7504 від 2015 року.